# Starrtjärnen (Arvidsjaurs socken, Lappland, 725373-166682)
Starrtjärnen är en sjö i Arvidsjaurs kommun i Lappland och ingår i Skellefteälvens huvudavrinningsområde.